# La Curacao
La Curacao es una compañía dedicada a la comercialización de electrodomésticos y artículos para el hogar, con presencia en varios países de Centroamérica y el Caribe como El Salvador, Guatemala, Nicaragua, Honduras, Costa Rica y República Dominicana, y en países suramericanos como Perú y Colombia. Para América Central y el Caribe, la compañía es operada por el Grupo Unicomer, mientras que en el Perú es administrada por el Grupo EFE y Conecta Retail. En Colombia, en cambio, artículos electrónicos para radiodifusión, producción audiovisual, localización y comunicaciones estratégicas.

## Historia

### Inicios
La compañía fue fundada en 1890 bajo el nombre Sociedad de Comercio e Industria de Curazao. Inicialmente se dedicaba a la gestión y explotación de puertos en la isla de Curazao. En 1911 cambió su nombre a Curacao Trading Company al ser adquirida por el grupo holandés CETECO, y a partir de entonces empezó a operar como comercializadora de artículos para el hogar e insumos agrícolas. En 1945 abandonó esta última actividad para dedicarse de lleno a la comercialización de electrodomésticos y artículos para el hogar. A partir de ese momento, la compañía empezó a abrir tiendas a lo largo del territorio centroamericano.

### Década de 2000 y actualidad

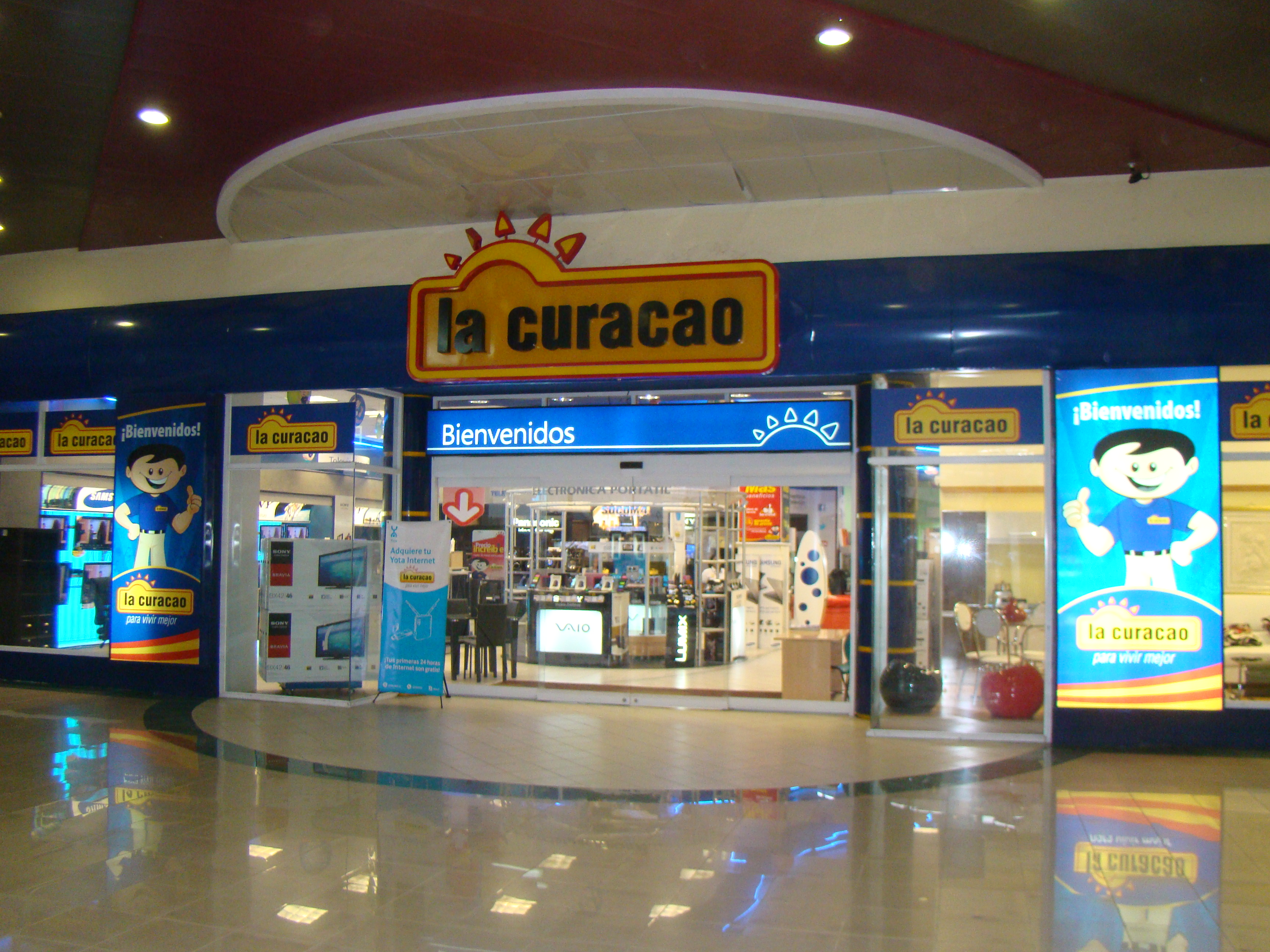
Tienda de La Curacao en Managua, Nicaragua.

Para comienzos de la década de 2000, La Curacao pasó a integrar el listado de marcas del grupo minorista internacional Unicomer, el cual adquirió el portafolio empresarial del mencionado Grupo CETECO. A partir de entonces, la compañía empezó a hacer presencia y a consolidar su marca en países como El Salvador, Guatemala, Honduras, Costa Rica y Nicaragua, llegando además a República Dominicana.
En 2003 fue inaugurada la tienda virtual, y un año después se inauguraron dos tiendas físicas en Houston, una de las ciudades con mayor presencia latina en los Estados Unidos, alcanzando por primera vez territorio anglosajón. En 2005 fue puesta en marcha una nueva iniciativa denominada Ópticas La Curacao, inicialmente disponible en Guatemala. Un año después se dio apertura a la primera óptica en El Salvador, seguida por Nicaragua a finales de 2006.
En 2013 fue inaugurada una nueva marca relacionada con la compañía, denominada La Curacao Cash, que se encarga de realizar préstamos de dinero en efectivo con pago a plazos. El concepto fue puesto en marcha inicialmente en Guatemala y, con el transcurso de los años, fueron instaladas sucursales en otros países de América Central y el Caribe. Funcionando inicialmente en formato de quioscos, a mediados de la década de 2010 se empezaron a abrir sucursales exclusivas en ciudades capitales.
En 2019, la compañía anunció la renovación de su imagen en toda Centroamérica y República Dominicana, y el lanzamiento para compras en línea de la aplicación La Curacao Online. En la actualidad, la cadena cuenta con más de 200 tiendas ubicadas en Centroamérica y el Caribe.

### La Curacao Perú
La Curacao inició operaciones en Perú en 1997, luego de que CETECO comprara la cadena Total Artefactos del Grupo Romero, la cual a su vez se originó de una escisión de la empresa Interamérica de Comercio S.A. fundada en 1978.
En el año 2000, tras la quiebra de CETECO, las operaciones en Perú fueron adquiridas por LFLP Holdings LLC, con sede en Florida, EE. UU., manteniendo los derechos sobre el uso de la marca y el logo de La Curacao.
Desde 2012 la compañía es operada por el holding Grupo Efe, conformado además por otras compañías como Tiendas EFE, Motocorp y Financiera Efectiva.  En 2018, la compañía Conecta Retail anunció una inversión de 50 millones de soles, para la renovación de la imagen de las marcas La Curacao y Tiendas EFE.  Esto permitió  aumentar su presencia en Lima, de donde provienen aproximadamente el 20% de las ventas totales de ambas cadenas, y en provincias, las cuales representan en conjunto su núcleo de ventas.. Ambas marcas conforman en la actualidad la cadena especialista en electrodomésticos más grande del Perú, con más de 180 tiendas en el territorio nacional. Según José Antonio Iturriaga, CEO del Grupo EFE, ambas marcas cuentan con una cobertura nacional del 55% a nivel de tiendas especializadas en electrodomésticos, liderando el mercado peruano en dicho rubro.
En los últimos años, la compañía ha diversificado su portafolio de productos, ofreciendo, además de electrodomésticos, artículos para el hogar y mueblería. Desde 2012 la tienda implementó el sistema de venta virtual, que a la fecha cuenta con más de 30 mil skus activos, proyectando ubicar 100 mil productos en esta modalidad para el año 2021. La Curacao fue una de las compañías que participó en el evento de comercio electrónico Cyber WOW Perú 2019, evento organizado por la IAB y Grey Group, en el que hicieron presencia otras importantes marcas como Ripley, Saga Falabella, Wong, Adidas, Linio, Reebok y Avianca.
En el 2019 Conecta Retail informó que recibieron 1,5 millones de visitas en su plataforma de ecommerce y que parte de su estrategia estaba orientada a optimizar su canal en línea. Así mismo y para mejorar la atención a sus clientes, se implementaron "lockers" y se cerró una alianza comercial con Rappi como parte de su oferta.

### La Curacao Colombia
En Colombia, la empresa inició operaciones en el año 1919 con el nombre de Curacao Trading Company, convirtiéndose en subsidiaria del grupo holandés CETECO a comienzos de la década de 1960. En 1990 fue registrada como una compañía colombiana en su totalidad. A diferencia de Perú y Centroamérica, la empresa en el país cafetero ofrece exclusivamente artículos electrónicos para radiodifusión, producción audiovisual, ciberdefensa, localización, comunicaciones estratégicas e insumos de materias primas de los sectores alimenticio y farmacéutico.